# Филателистическая смесь
Филателистическая смесь (англ. kiloware, kilo ware, boxlot, stamp mixture, bulk mixture, stock of stamps), также бокслот, киловар, кило-товар, киловарный товар, оптовая смесь, микстура, микс, марки в стоке и др. — совокупность большого количества не сортированных или частично сортированных почтовых марок, иного филателистического материала, имеющая общую упаковку и выставленная для оптовой продажи филателистам. Как правило, продавец при этом указывает её вес нетто и/или приблизительное количество единиц товара.

Киловар: коробка с 11 000 почтовых марок Канады on-piece

## Коммерческий смысл
Обычно филателистическая смесь выставляется на продажу марочными дилерами, масштабы деятельности которых делают коммерчески невыгодным детальный разбор всего поступающего к ним филматериала — притом что они заранее могут достаточно точно рассчитать цену на мелкий опт с учётом своего интереса на основе оценки вероятности нахождения в товаре своих поставщиков более-менее ценных объектов, требующих больше внимания.
Критерий последних — каталожная цена больше одного доллара США (как правило, такие марки составляют не более 3—5 % всей смеси). Кроме того, в большинстве случаев дилеру выгоднее продавать товар максимально быстро — в том числе не разобранным, перекладывая всю или большую часть такой работы на покупателей-коллекционеров, — так как подавляющее большинство поступивших марок в течение непродолжительного времени значимо падает в цене.
Многолетний ведущий сайта Junior Philatelists Кен Стюарт (Ken Stewart) пишет об этом так:
Если вы ищете новые почтовые выпуски, ожидая, что они подорожают, забудьте об этом. Огромное большинство их потеряет ценность. Каталожные цены на новые марки обычно вдвое превышают их номинальную стоимость - что позволяет дилерам продавать свой товар по ценам ниже установленных и всё еще делать деньги.
Для коллекционеров же покупка марок в филателистических смесях становится хорошей идеей из-за комбинации нескольких факторов:
- Очень низкая цена за экземпляр, порой один-два цента или меньше. По подсчётам филателистического издания Linn's Stamp News, в среднем марки в смесях продаются за 5 % той цены, которую они имели бы в филателистическом магазине, будучи выложены на продажу по отдельности. Фактор цены становится особенно весомым, если коллекционер новичок, имеет большое количество свободного времени либо вид или тема его коллекции не подразумевают собирание полных серий;
- То, что для дилера является рутинным невыгодным трудом, — сортировка смесей, — для филателиста часто полно специфических эмоций;
- Всё-таки у коллекционера остаётся небольшая вероятность приобрести в смесях и откопать нечто коммерчески ценное;
- Как правило, если обратное не оговорено особо, он получает самые свежие почтовые марки, продающиеся на данный момент в почтовых отделениях — обычно такие марки, пока их тиражи ещё не очень распространились по альбомам всех желающих, как уже было упомянуто выше, стоят подороже, чем, например, прошлогодние;
- На доразборе смесей и доведении материала до стадии наборов или листов согласования иногда тоже можно заработать, перепродавая другим филателистам. В этом случае такой покупатель становится де-факто субподрядчиком дилера, хотя последний может этого и не знать.

## Виды и происхождение

Киловар: британские гашёные марки on-piece (1970-е)

### Первичная сортировка
Больша́я часть филателистических смесей продаётся без сортировки вообще. Первичная сортировка подразумевает группировку объектов по виду — это могут быть:
- целые вещи («марки-на-бумаге», on-paper) — часто под on-paper подразумевается on-piece;
- вырезки («марки-на-кусочках», on-piece) — обычно, но не всегда, on-piece предполагает сохранение полного отпечатка почтового штемпеля — в противном случае пишется о close-cut, «короткостриженной» смеси;
- гашёные марки («марки-без-бумаги», off-paper или used stamps);
- или, редко, негашёные марки (mint stamps).

В свою очередь смеси из вырезок подразделяются на «однобумажные» и «двухбумажные» (on single или on double paper). В первом случае от конвертов оставляют лишь кусок с одной его стороны, передней, а во втором — с обеих, прихватывая и сторону с клапаном. Понятно, что смесь второго рода требует меньше работы ножницами и более технологична, но она при одинаковом весе содержит вдвое меньше марок, чем смесь первого, а филателист покупает, соответственно, вдвое больше макулатуры. С другой стороны «двухбумажная» смесь показывает, что её элементам явно было уделено меньше внимания со стороны дилера — а значит в ней повыше вероятность ценных находок.
Приобретя смесь какого-то из первых двух вариантов (on-paper или on-piece), филателист-покупатель после сортировки смеси отмачивает марки от бумаги, сушит их и помещает в свою коллекцию и обменный фонд. В некоторых случаях (допустим, при интересных гашениях) он оставляет подобные объекты как есть. Марки третьего и четвёртого вариантов (used stamps или mint stamps) после внимательного осмотра их состояния и отбраковки уже готовы к помещению в коллекцию. Как правило дилеру проще заметить и отсеять повреждённые экземпляры, если он формирует смесь «без бумаги», поэтому принято считать, что в такой смеси их процент ниже.
Обычно сам характер источника уже подразумевает ту или иную первичную сортировку смесей и доводится дилером до сведения потенциальных покупателей. Так, выделяют:
- Миссионерские смеси (mission kiloware, mission mixtures, charity mixtures). Источник их происхождения — различные церковные, религиозные, миссионерские, благотворительные организации, общества, секты. Их члены и добровольные помощники обходят десятки и сотни офисов компаний и фирм, собирая в качестве пожертвования у их персонала использованные в ходе деловой переписки конверты, открытки, спам с марками. Некоторые подобные некоммерческие организации (НКО) ведут и активную собственную переписку, результатом которой становятся такие же целые вещи. Волонтёры делают из них вырезки либо отделяют от них марки, формируют филателистическую смесь и продают её дилерам.
- Банковские смеси (bank kiloware, bank mixtures, office mixtures) формируются сходным образом, но без посредничества некоммерческих организаций-сборщиков. Как правило банки и прочие финансовые учреждения имеют настолько большой объём переписки, что для филателистических дилеров появляется смысл договариваться об оптовом выкупе целых вещей непосредственно и на регулярной основе. На филателистическом рынке банковские смеси ценятся выше миссионерских из-за большей однородности материала, значимого количества марок высоких номиналов (high face values), характерных для бизнес-переписки, и значительной доли целых вещей иностранного происхождения. Следует учесть, что, поскольку в наше время банки и им подобные бизнес-структуры практически полностью перешли на франкировку корреспонденции с помощью франкотипов, название смеси ныне — не более чем метафора, дань традиции.
- «Домашние» смеси (homemade kiloware, homemade mixtures)[6] — результат подобной же деятельности, осуществляемой частным лицом, чаще всего подростком или пенсионером, имеющим много свободного времени для такого приработка. Обычно работа по сбору им смесей происходит без образования юрлица, порой от случая к случаю, а формированием товара он занимается прямо у себя на дому. «Домашние» смеси по умолчанию предполагают несколько большее внимание изготовителя к своей продукции и, соответственно, меньшее количество заведомого брака — марок с заломами, надрывами, налипшей грязью и проч.
- Случайные смеси (loose kiloware, loose stamps, space filler mixture)[7] — неразобранные смеси очень большого количества заведомо третьесортного не нового филматериала общим весом в несколько килограммов. Они являются результатом смешивания марок от разных поставщиков, а их привлекательность для коллекционеров состоит как раз в весе — последний является определённой гарантией того, что дилер не проглядел содержимое даже бегло, и, значит, мог оставить в такой смеси десяток-другой ценных экспонатов. Впрочем, часто дилеры формируют подобные смеси как раз из «отвалов» после первичного просмотра поступившего от каждого своего поставщика, о чём честно и предупреждают. Фактически они таким образом гарантируют лишь одно: что на каждом клочке от чего-то будет присутствовать некая марка, не обязательно почтовая и даже не обязательно полностью.

Неверно полагать, что для организаций-жертвователей в подобной деятельности нет коммерческого расчёта. Как правило дар происходит в обмен на документальное свидетельство, заверенное представителем НКО, о характере и, главное, оценочной сумме пожертвованного. Подобные свидетельства в дальнейшем позволяют компании уменьшить налоговую нагрузку, так как благотворительность во многих государствах не облагается налогами. Поэтому нет ничего проще поручить секретарю не выбрасывать ненужную корреспонденцию, а накапливать в больших мешках или коробках и периодически передавать их в дар волонтёрам из НКО — это выгодно.

### Вторичная сортировка
Как правило, при продаже филателистической смеси дилер указывает, просмотрел он её или нет. Первое подразумевает, что он скорее всего изъял из смеси большую часть экземпляров, показавшихся ему ценными (и такая смесь фигурирует как checked или picked mixture). Во втором случае дилер квалифицирует товар как unchecked/unpicked — то есть без изъятий, «как есть». На практике покупателям, разумеется, приходится верить ему на слово — впрочем, получив печальный опыт, они всегда могут сменить дилера на более честного.
Вторичная сортировка подразумевает, что весомая часть работы уже проделана. Такие смеси в целом называются «просмотренными вручную» (handchecked  или handpicked mixture). Их достоинства:
- отлов почти всех дубликатов и сильно повреждённых экземпляров;
- сортировка по размеру и полноцветности — как правило стандартные марки, в отличие от коммеморативных, печатаются в одну краску и имеют меньший размер. Коммеморатив ценится выше;
- отбор марок по странам или группам стран.

Такие смеси, хотя тоже продаются на вес, стоят заметно дороже предыдущих. Обычно они имеют более мелкую расфасовку, до полукилограмма. Разумеется, в них находится материал более высокого качества, но «неожиданностей» во вручную отобранных смесях уже не найти.

### Окончательная сортировка
На этом этапе происходит превращение киловара в наборы марок (selection, selected stamps, sorted stamp selection, stamp packets). После тонкой сортировки (fine sorting) филателистический материал практически всегда продаётся меньшими порциями (~2—3 унции) и уже не на вес, а по точному количеству экземпляров в том или ином наборе — потому что только теперь это количество становится в результате разбора известно и именно оно интересует филателистов-покупателей.
Наиболее распространёнными являются наборы по 50, 100, 200, 300 и 500 марок. Иногда они бывают меньше (от 5—10), есть и большие мега-упаковки (иногда их называют king-size pack) — 1, 3, 5 и даже 10 тысяч штук. Общий признак всех наборов — изготовитель подбирает марки по определённому признаку и гарантирует определённое состояние товара. Чаще всего при продаже дилеры обращают внимание покупателя на следующие характеристики наборов:
- страну или группу стран

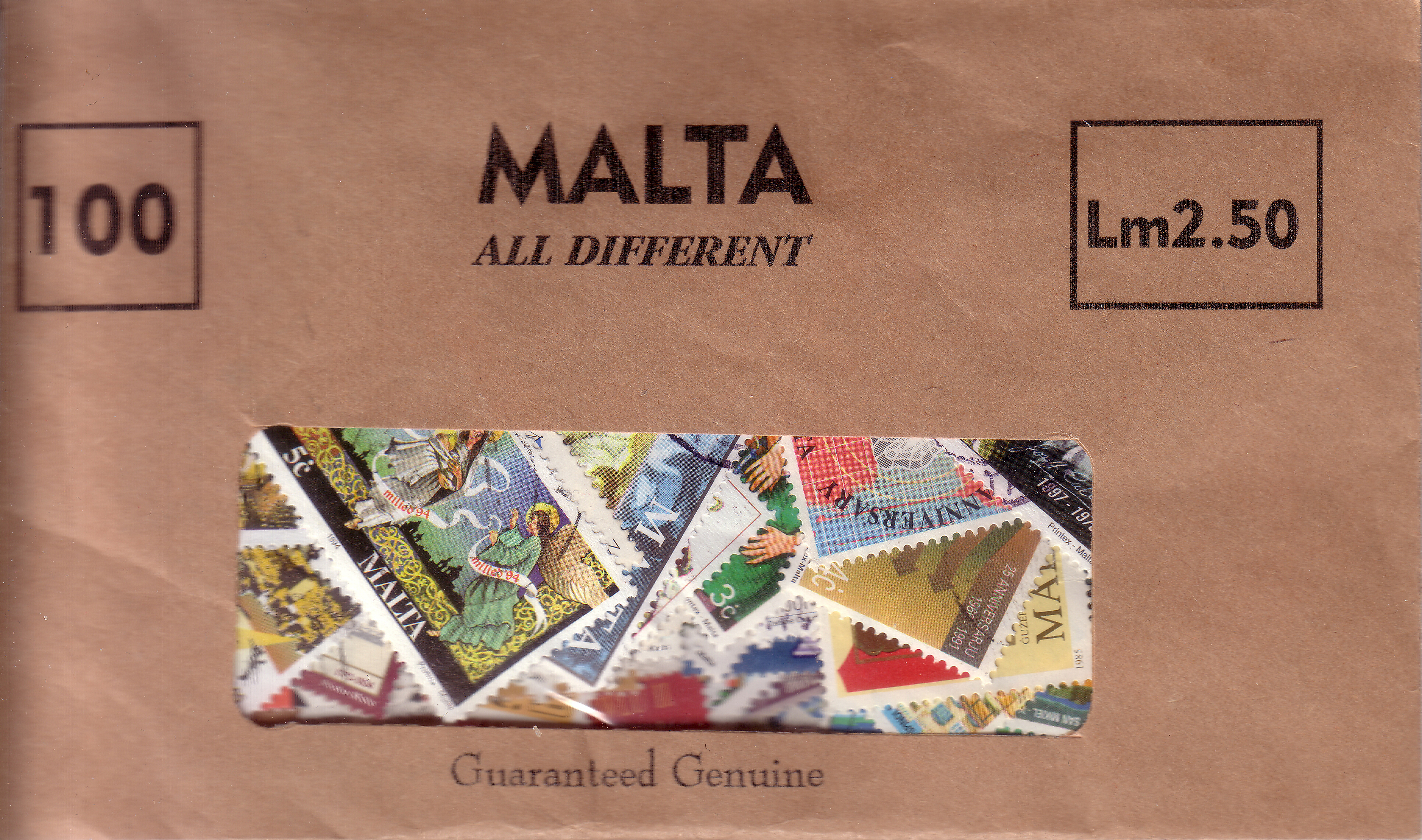
Набор из ста разных гашёных почтовых марок Мальты в бумажном конверте (Ла Валлетта, Мальта, 2001, 2,5 мальтийские лиры)

- год(ы) выпуска — см. также Годовой набор (филателия)
- определённая тема, мотив
- отсутствие дубликатов (обычно пишут: all different)
- отсутствие непочтовых эмиссий — служебных, фискальных, благотворительных и им подобных марок, виньеток и ярлыков
- наличие того или иного процента коммеморативных марок
- отсутствие неполноценных экземпляров
- отсутствие марок с фиктивными гашениями (СТО) и/или «дюн» (no CTO`s и/или no dunes), выпусков аравийских княжеств конца 1960-х годов, признанных Международной федерацией филателии нежелательными из-за их гигантских количеств (см. Песчаные дюны (филателия)).
- характер и состояние гашений. Наличие полного штемпеля (bulls-eye cancel или socked on the nose — гашение «бычий глаз[англ.]», или «удар по носу [предполагаемого портрета на рисунке марки]») или, наоборот, «лёгкое гашение» (light cancel), затрагивающее лишь угол марки.

В зависимости от вида филателистической коллекции для её обладателя становится предпочтительнее либо тот, либо иной тип наборов.

## Упаковка и торговля

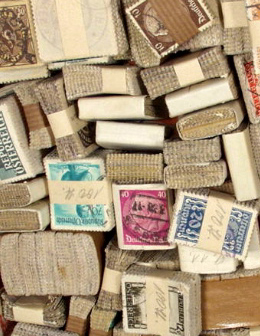
Перевязанные бумажными ленточками почтовые марки Третьего рейха и Австрии

### Упаковка
Если филателистические смеси, прошедшие первые описанные стадии обработки, продаются на вес в мешках или коробках, то наборы марок, как правило, упаковываются в запечатанные конверты или пакеты из бумаги или кальки (glassine) различного размера, в зависимости от количества марок. В большинстве случаев такие пакеты имеют прозрачное окошко из плёнки или изготовляются из прозрачного материала целиком — чтобы покупателю было видно содержимое.
Менее распространённым, но всё ещё имеющим определённую популярность вариантом является продажа смесей и наборов связками (bundle kiloware, bundleware). Часто такими перевязанными бумажными или шёлковыми ленточками пачками продаются одинаковые марки или серии, имеющие одинаковый формат. Связки порой достигают 50—300 экземпляров и, как правило, они удобны для мелких филателистических дилеров, стремящихся наполнить свои магазинчики ассортиментом.

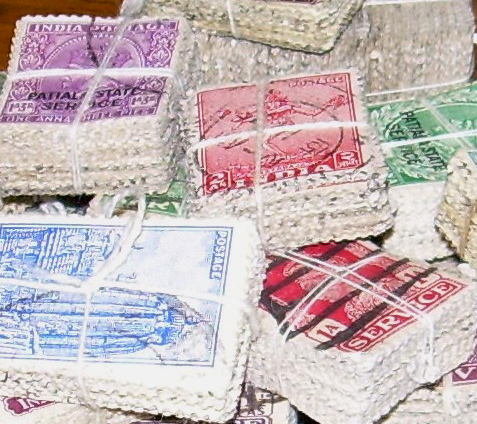
Связки почтовых марок Британской Индии

Способ хранения и продажи марок связками был особенно популярен в классический период развития филателии (то есть до XX века), когда большинство марок были беззубцовыми, а альбомы для марок и кляссеры ещё не были распространены. Известно, например, что император всероссийский Александр III и писатель Антон Чехов хранили свои обширные коллекции почтовых марок именно в таком виде — перевязанными ленточками пачками, уложенными в коробки. В дальнейшем этот способ потерял популярность, так как ленточки часто повреждают зубцы марок, марки соприкасаются друг с другом, что влечёт определённый риск их порчи, да и рассматривать коллекцию в таком виде не очень удобно — приходится всякий раз развязывать пачки, а затем заново их формировать.
Ещё один способ упаковки наборов марок — листы согласования. Объекты как правило группируются по странам, тематике, мотивам, хронологии или любому другому принципу и равномерно распределяются по листу — так, чтобы можно было внимательно рассмотреть каждый. Вид листов согласования обычно альбомный, форматом А4, A3 или промежуточным между ними. Материал — плотная бумага, картон или пластик, цвет фона — ровный, чаще чёрный, но бывает и светлый. Филателистические объекты засовываются в прозрачные кармашки или (особенно до 1970-х — 1980-х годов) прикрепляются к листу с помощью особых наклеек.
Одиночные листы могут брошюроваться для удобства их транспортировки (пересылки) и изучения содержимого покупателем. Обычно совокупность таких сброшюрованных листов называют «тетрадкой». Особый вид сброшюрованных листов с марками (как правило загодя погашенными) был распространён в бывшем Советском Союзе: Центральное филателистическое агентство «Союзпечать» ввело в практику выпуск тематических подборок марок на сброшюрованных листах форматом, близким к А4. Такие тетрадки выпускались тиражами 10—50 тысяч экземпляров. Небольшие же тематические наборы почтовых марок (по 7—15 штук) как правило распространялись в прозрачных или непрозрачных пакетиках с художественно оформленными вкладышами.

Вкладыши в прозрачные пакетики с тематическими наборами гашёных почтовых марок СССР (1969)

Некоторые дилеры, имеющие достаточный объём продаж, изготавливают листы промышленным образом, обычно из пластика или пластмассы. Иногда такие или им подобные листы называют планшетами для марок или штат-картами. Как правило в них предусматривается и второй элемент: прозрачный с одной стороны защитный кожух, куда помещается собственно лист с прозрачными же кармашками. Несмотря на то, что такие листы по сути многоразовые, они передаются покупателю вместе с товаром. В этом случае одновременно решается и проблема наличия у него конверта для помещения и транспортировки покупок.

### Продажа
Наиболее типичный продавец филателистических смесей — некрупный дилер, владелец магазинчика-барахолки (dime store). В то время как большинство таковых обслуживает клиентов своего района или города, более крупные дилеры расширяют продажи, создают сети профильных магазинов, выходя за пределы родного региона. Порой дилеры для привлечения покупателей формируют специальные образцы смесей (samples), чтобы их качество можно было определить, не рискуя большими деньгами.
Продавцы, адаптировавшиеся к интернету, создают веб-сайты, на которых филателистический материал предлагается проживающим в любой стране мира, а также выставляют товар на интернет-аукционах (например, на ebay) в качестве лотов (и в этом случае филсмесь обычно называется бокслот).
Фунт или полкилограмма марок «миссионерской смеси» обычно можно продать дилеру за 0,5—1,5 доллара. Сам он выставляет это на рынок по 3—5 долларов. Десять фунтов марок «на бумаге» — 35—40 долларов. Прохождение каждого из описанных этапов сортировки увеличивает цену продукта в 2—5 раз. Цена отсортированных наборов сильно зависит от параметров, по которым входящие в них марки были отобраны, и может отличаться от аналогичных во много раз. Например, фунт гашёных марок Германии обычно стоит около 15 долларов, а Люксембурга — около 40.

### Покупка
Некоторые филателистические издания на регулярной основе проводят контрольные покупки и разбор смесей от разных дилеров и публикуют результаты, сравнивая потраченное на покупку смесей со стоимостью того, что в них удалось накопать, включая процент дубликатов, неполноценных экземпляров и проч. Например, Linn's Stamp News много лет ведёт специальную посвящённую этому рубрику «Филателия на кухонном столе» («Kitchen Table Philately»). Однако, например, Кен Стюарт (Ken Stewart) предупреждает:

Колонка в Linn’s по смесям — хорошее место для начала [ознакомления с этим рынком]. Но помните, что Linn’s не собирается выходить и говорить, что вам не следует покупать смеси у дилера Х, потому что это грабёж. Почему? Потому что дилер Х — рекламодатель Linn’s.
Оригинальный текст (англ.)
The column in Linn's on mixtures is a good place to start, but remember, Linn's is not going to come out and say you should not buy from dealer X because it is a rip-off. Why, because dealer X is an advertiser in Linn's.

В целом, рекомендации покупателю смесей мало отличаются от обычных советов потребителю, вступающему в рыночные отношения с продавцом. Важно понимать, что если какая-то характеристика в рекламном предложении филателистического дилера отсутствует, это не означает, что она подразумевается.
Кроме того надо иметь в виду, что в ряде случаев дилеры продолжают называть прошедшие сортировку наборы «киловаром» или «микстурами», поэтому перед покупкой следует уточнять, что именно имеет в виду продавец, и соответствуют ли параметры наборов заявленному. Стоит обратить внимание и на то, что дилеры в своих рекламных интернет-объявлениях часто используют для иллюстрации типовые изображения из фотобанков, то есть полученный от них по почте заказ может сильно отличаться от созданного в рекламе образа.
При разборе филателистических смесей и выяснении цен на обретённые марки по каталогам не стоит воспринимать последние как оферту — это лишь оценка, формируемая компаниями-мейджорами. Реальная цена рынка, доступного рядовому филателисту, может оказаться и скорее всего окажется значительно ниже (в среднем 10—15 %, максимум 20 % от указанной в каталогах цены). Это связано с низкой ликвидностью филателистического рынка и небольшим числом его участников, особенно вне крупных городов и развитых стран.